# Fiscus (Software)
FISCUS (Föderales Integriertes Standardisiertes Computer-Unterstütztes Steuersystem) ist eine nie fertig entwickelte Software für die öffentliche Hand. Gedacht war sie als einheitliche Software für die rund 650 Finanzämter der Länder der Bundesrepublik Deutschland. Bis Anfang 2006 betrugen die Entwicklungskosten rund 400 Millionen Euro bei einer Entwicklungszeit von dreizehn Jahren und ohne ein brauchbares Ergebnis zu liefern.

## Die Anfänge des Projekts FISCUS
Die Entwicklung von FISCUS begann 1993, nachdem sich die Bundesländer mit Beteiligung des Bundes auf die Entwicklung einer gemeinsamen, bundesweit einheitlichen Software für die Finanzämter geeinigt hatten. Mit dieser Einigung wollte man mehrere Probleme auf einmal lösen.
1. Das Problem der Parallelentwicklung: Viele Bundesländer entwickelten für die gleichen Probleme eigene Softwarelösungen. Dies wurde als unnötiger Aufwand erkannt und sollte durch ein einheitliches, arbeitsteilig entwickeltes System gelöst werden.
2. Das Problem der Komplexität: Die Altsysteme wurden über Jahre hinweg an die neuen Steuergesetze angepasst und wuchsen in ihrer Komplexität immer weiter an. Es bestand die Befürchtung, dass man eines Tages diese Komplexität nicht mehr beherrschen würde (Softwarekrise) und als Folge die Gesetzesvorgaben des Bundestages und der Landesparlamente nicht mehr erfüllen könnte. So weit wollte man es nicht kommen lassen.

Die Neuentwicklung sollte nach dem damaligen Stand des Softwareengineerings, mit strukturierten Entwicklungsmethodiken erfolgen und die unterschiedlichen Systeme in den Ländern ersetzen. Eingesetzt wurde SEtec (Software-Engineering-Technology) der Münchener Software- und Beratungsfirma Softlab. Nach den ersten umfangreichen Analysen startete in Nordrhein-Westfalen mit „Vollstreckung“ eines der ersten Entwicklungsprojekte im Rahmen von FISCUS.
Mit der immer größeren Akzeptanz und Verbreitung der Objektorientierung stellte sich Mitte der 1990er Jahre auch für FISCUS die Frage, ob ein Wechsel von der strukturierten Entwicklung hin zur objektorientierten Entwicklung vollzogen werden sollte. Als die Entscheidung fiel, war das Projekt „Vollstreckung“ bereits so weit fortgeschritten, dass dieses Entwicklerteam mit dem strukturierten Entwicklungsparadigma weiterentwickeln konnte. Damit war dieses Team von der weiteren FISCUS-Entwicklung abgekoppelt, aber das realisierte System befindet sich heute in mehreren Bundesländern im Einsatz.
Durch die objektorientierte Technologie eröffneten sich neue Möglichkeiten. Es konnten sog. Frameworks eingesetzt werden. Hierbei handelt es sich um vorgefertigte, in der Regel gekaufte Software, in die die selbstgeschriebene Software eingebunden wird. Frameworks bieten Standardlösungen für Standardprobleme, ohne Entwicklungsarbeit im eigenen Projekt. In FISCUS entschied man sich für das Framework „San Francisco“ von der Firma IBM. Die Lizenzpolitik von IBM kam der öffentlichen Verwaltung sehr entgegen, da während der Softwareentwicklung keine Lizenzgebühren entstanden. Erst wenn die fertigen Produkte in den Finanzämtern zum Einsatz kommen würden, müsste Geld fließen.
Doch in FISCUS wollte man noch mehr. So gab es ein Entwicklerteam, das auf Grundlage von „San Francisco“ ein weiteres Framework, den sog. „Anwendungsrahmen“ entwickelte. Dieser Anwendungsrahmen war die Entwicklungsbasis für die über ganz Deutschland verteilten Entwicklerteams. Doch die Entwicklung mit einer derart komplexen Softwarearchitektur mit verteilten Teams, gestaltete sich schwieriger als ursprünglich erhofft. Hinzu kam, dass die Java-Technologie noch in den Kinderschuhen steckte und nicht das leistete, was man von ihr erwartete. So kam das Projekt erheblich langsamer voran als geplant und die Kritik an FISCUS wuchs.
Darüber hinaus stellte IBM fest, dass man mit Frameworks wie „San Francisco“ kein Geld verdienen kann und stellte die Weiterentwicklung ein. Damit war dem Projekt FISCUS eine technologische Basis entzogen und da die Software von IBM kostenlos zur Verfügung gestellt wurde, gab es auch keinerlei Verpflichtungen gegenüber FISCUS.

## Gründung der fiscus GmbH
Nachdem FISCUS bis zum Jahr 2000 keine tragfähigen Ergebnisse lieferte, beschlossen die Finanzminister einen Neustart, allerdings ohne den Freistaat Bayern. Der Freistaat Bayern startete stattdessen mit EOSS ein eigenes Projekt, in dem die aus den 70er Jahren stammende Software evolutionär weiterentwickelt werden sollte. Wesentlicher Teil des Neustarts von FISCUS war die Gründung der privatwirtschaftlichen fiscus GmbH mit Sitz in Bonn (Gebäude des Presse- und Informationsamtes der Bundesregierung) im April 2001. Das Personal der GmbH – insbesondere die Führungskräfte – wurden überwiegend auf dem freien Arbeitsmarkt gewonnen. Sie wurde personell auch durch zu Programmierern umgeschulte Verwaltungsfachangestellte und Beamte verstärkt. Die Einbeziehung der bis zu diesem Zeitpunkt in den Steuerverwaltungen des Bundes und der Länder eingesetzten Beschäftigten war erforderlich, um steuerrechtliches Know-how in die fiscus GmbH einzubringen.
Bis zum Jahr 2004 stellte die fiscus GmbH mehrere Anwendungen bzw. Testversionen fertig: Die Online-Stammdatenabfrage (OSA), Grunderwerbssteuer (GrESt) und Bußgeldverfahren und Strafsachen (BuStra). Allerdings blieb die Entwicklung der wesentlichen Kernverfahren (Einkommensteuer, Umsatzsteuer, Steuererhebung etc.), weit hinter den Erwartungen zurück. Daher kritisierten auch die Rechnungshöfe verstärkt das Projekt. Unter anderem beanstandete der Berliner Landesrechnungshof das Projekt FISCUS in den Jahren 2000 bis 2004 mehrere Male.

## Liquidation der fiscus GmbH
Vor diesem Hintergrund beschloss die Finanzministerkonferenz (FMK) am 19. Juli 2005, die fiscus GmbH zu liquidieren (aufzulösen) und das neue Projekt KONSENS aufzusetzen. Im Projekt KONSENS wurden die Projekte FISCUS und EOSS zusammengeführt, so dass sich auch das Land Bayern wieder an der gemeinsamen Softwareentwicklung beteiligt.
Ein im Vorfeld der Liquidation geplanter Management-Buy-out scheiterte Mitte September 2005. Die Firmenliquidierung begann daher zum 1. Oktober 2005.
Die im Zeitpunkt der Liquidation bei der fiscus GmbH beschäftigten Beamten und ehemaligen Verwaltungsangestellten (etwa 40) kehrten nahezu ausnahmslos zu ihren Stammdienststellen zurück. Den übrigen, auf dem freien Arbeitsmarkt gewonnenen Angestellten (etwa 150) wurde gekündigt.
Die Liquidation wurde mit der Löschung im Handelsregister am 30. Juni 2008 abgeschlossen.

## KONSENS als Nachfolger von FISCUS
Das Nachfolgeprojekt von FISCUS ist KONSENS (Koordinierte neue Softwareentwicklung der Steuerverwaltung). Basis sollen die derzeit bereits in den Bundesländern eingesetzten Programme sein. Die derzeit bereits laufenden Programme sollen vereinheitlicht werden. Dabei spielen die vom Land Bayern im sogenannten EOSS (Evolutionär orientierte Steuersoftware)-Verbund und die vom Land Nordrhein-Westfalen entwickelte Software eine besondere Rolle.
Innerhalb von KONSENS wollen die fünf größten Bundesländer (Bayern, Nordrhein-Westfalen, Niedersachsen, Baden-Württemberg und Hessen) die neue bundesweit einheitliche Software federführend für alle Länder entwickeln. Der Bund ist an dieser Entwicklung nicht mehr aktiv beteiligt.